# Glain (Liège)
Glain (wa. Glin-dlé-Lidje) – dzielnica (section) miasta Liège w Belgii, w Regionie Walońskim, w prowincji Liège, w okręgu Liège. 1 stycznia 2020 roku liczyła 3069 mieszkańców. Do 31 grudnia 1976 r. samodzielna gmina.

## Demografia
Liczba mieszkańców, stan na 1 stycznia:
| Rok                | 1930 | 1947 | 1961 | 2020 |
| ------------------ | ---- | ---- | ---- | ---- |
| Liczba mieszkańców | 3252 | 3355 | 3071 | 3069 |